# Chile en los Juegos Olímpicos de Lillehammer 1994
Chile estuvo representado en los Juegos Olímpicos de Lillehammer 1994 por un total de 3 deportistas (masculinos) que compitieron en esquí alpino. El portador de la bandera en la ceremonia de apertura fue el esquiador Nils Linneberg.
El equipo olímpico chileno no obtuvo ninguna medalla en estos Juegos.

## Esquí alpino
Masculino
| Atleta           | Evento        | Tiempo     | Posición   |
| ---------------- | ------------- | ---------- | ---------- |
| Nils Linneberg   | Descenso      | 1:49,80    | 42         |
| Nils Linneberg   | Super gigante | No terminó | No terminó |
| Diego Margozzini | Descenso      | 1:55,32    | 49         |
| Alexis Racloz    | Super gigante | 1:41,12    | 47         |

| Atleta           | Evento    | Descenso | Eslalon    | Eslalon       | Total     | Total     |
| Atleta           | Evento    | Tiempo   | Tiempo 1   | Tiempo 2      | Tiempo    | Posición  |
| ---------------- | --------- | -------- | ---------- | ------------- | --------- | --------- |
| Nils Linneberg   | Combinada | 1:40,84  | 1:00,36    | Descalificado | No avanzó | No avanzó |
| Diego Margozzini | Combinada | 1:45,07  | 59,68      | 57,64         | 3:42,39   | 32        |
| Alexis Racloz    | Combinada | 1:45,67  | No terminó | No avanzó     | No avanzó | No avanzó |